# Hannah Maynardová

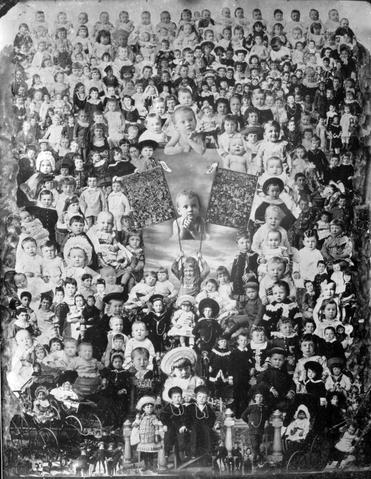
Drahokamy Britské Kolumbie, 1883

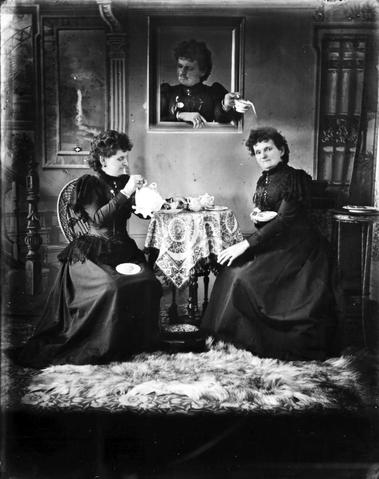
Autoportrét s využitím vícenásobné expozice, asi 1893

Hannah Hatherly Maynardová (nepřechýleně Maynard; 17. ledna 1834, Bude – 15. května 1918, Victoria) byla kanadská fotografka nejznámější díky své portrétní práci a experimentální fotografii zahrnující fotomontáže a vícenásobné expozice. Fotografovala také lidi pomocí technik, díky nimž vypadali jako sochy: na sloupech nebo pózovali, jako by byli z kamene.

## Mládí a začátky kariéry
Narodila se v roce 1834 jako Hannah Hatherly v Bude, v Cornwallu. V roce 1852 se provdala za Richarda Maynarda, učně výrobce bot, a ve stejném roce emigrovali do Bowmanville na západě Kanady (dnešní Ontario), kde se jim narodily čtyři z pěti dětí. V roce 1858 se Richard připojil k exodu hledačů zlata na řece Fraser v Britské Kolumbii a zdá se, že jeho podnik byl ziskový. Zatímco její manžel byl na západě, Maynardová se naučila základy fotografie, pravděpodobně od R & H O'Hara Photographers v Bowmanville. Po prodeji obchodu s botami se rodina v roce 1862 přestěhovala do Victorie na Colony of Vancouver Island. Richard brzy odešel k řece Stikine, aby začal těžit rýžoviště, a předpokládá se, že v roce 1862 Hannah otevřela své první fotografické studio pod hlavičkou Mrs. R. Maynard's Photographic Gallery. Po svém návratu domů v roce 1863 Richard našel svou ženu jako úspěšně podnikající fotografku a v roce 1864 Hannah naučila svého manžela principům fotografování, zatímco provozoval druhý obchod s obuví.

## Hannah a Richard Maynardovi
V následujících letech se Hannah a Richard věnovali každý své vlastní fotografické specialitě. Hannah byla známá především svou portrétní tvorbou a zároveň spravovala záležitosti v temné komoře a propagaci studia, zatímco Richard se soustředil téměř výhradně na fotografii v exteriéru. Pár spolu často cestoval, v roce 1875 na nákup fotografického vybavení do San Franciska, v roce 1879 na výletní plavbě kolem ostrova Vancouver a do Banffu koncem 80. let 19. století. Hannah také podnikla samostatný výlet na ostrovy Queen Charlotte Islands někdy v témže desetiletí. Richard pokračoval v cestování na vlastní pěst, třikrát na Aljašku a křížem krážem po Britské Kolumbii, někdy sponzorovaný vládními komisemi, a v roce 1892 cestoval na Pribilofovy ostrovy v Beringově moři. Zatímco své fotografie publikovali jako samostatné signované tisky, v případě krajinářských pohledů je někdy nejasné, zda je fotografovala Hannah nebo Richard.

## Portrétní a experimentální fotografie
Autorčina portrétní tvorba zahrnovala několik různých formátů podle tehdejší módy, fotografické vizitky carte-de-visite v 60. letech 19. století, kabinetní fotografie v následujícím desetiletí a také tisky větších rozměrů. O studiu Maynardové je známo, že vyprodukovalo 43 carte-de-visite domorodých lidí, často pouličních prodejců, působících ve Victorii. Maynardová byla mistryní v osvětlovací technice a byla jednou z prvních osvojitelů linkové fotografie (line-lit), svícení pro zvýraznění rysů obličeje. Její pozadí byla často velmi ornamentální, využívala malovaná pozadí a propracované interiéry a rekvizity.
Počínaje rokem 1880 začala Maynardová experimentovat s fotomontáží ve svém seriálu Drahokamy Britské Kolumbie, který vytvářela každý rok v letech 1881 až 1895.  Koncipováno jako každoroční blahopřání, které se rozesílá na Nový rok všem matkám dětí, které fotografovala v předchozím roce, byl velmi populární. Vystřihla obrys fotografie každého miminka nebo dítěte a poté obrázky připevnila na okenní sklo a celé znovu vyfotografovala. Začala začleňovat montáže z předchozích let do symbolistických vzorů, výsledkem byly kompozice, které zahrnovaly až 22 000 jednotlivých fotografií. Její Drahokamy z roku 1885 byly publikovány a oceněny v magazínu St. Louis and Canadian Photographer, čímž se Maynardové dostalo uznání v celé Severní Americe.
Počínaje rokem 1883 byla Maynardová zasažena osobní tragédií, když na tyfus zemřela její šestnáctiletá dcera Lillian, v pozdějších letech následovala další dcera Emma a snacha Adelaide a některé její fotografie začaly vznikat jako aspekt památky na zesnulé. V tomto období se také zajímala o seance a spiritualismus. V 80. letech 19. století začala vytvářet typ fotografie, kterou popsala jako „Živá socha“ nebo „Socha ze života“, portrétovaného často zobrazovala jako bustu na podstavci. Její experimentování se dále rozvinulo do oblasti vícenásobné expozice a některé fotografie se skládaly ze čtyř i pěti podobizen autorky, často zapojených do různých úkolů, nebo na jednom pozoruhodném obrazu, držící jeden věnec z květin. Výběr jejích fotografií s dvojitou a vícenásobnou expozicí byl publikován v St. Louis and Canadian Photographer v roce 1894. Další obtížnou technikou, kterou Maynardová zdokonalovala, byl basreliéf, který obsahoval raženou fotografii. Maynardová s trikovou fotografií přestala asi v roce 1897.

## Pozdější roky a dědictví
Mezi rokem 1897 a 1902, zatímco pokračovala ve svém studiovém portrétování, byla Maynardová oficiální fotografkou policejního oddělení ve Victorii a podle potřeby produkovala záběry na hrnky. V roce 1907 zemřel její manžel Richard, v roce 1912 odešla do důchodu a prodala své fotografické vybavení místnímu čínskému fotografovi. Svůj úspěch shrnula slovy: „Myslím, že mohu s jistotou říci, že jsme v té či oné době vyfotografovali každého ve městě.“ Maynardová zemřela v roce 1918 ve Victorii ve věku 84 let. Je pohřbena na hřbitově Ross Bay.
Divadelní hra založená na životě Maynardové Be Still měla premiéru v Richmond's Gateway Theatre dne 1. března 2001 a premiéru ve Victoria's Belfry Theatre 14. března téhož roku.

## Galerie

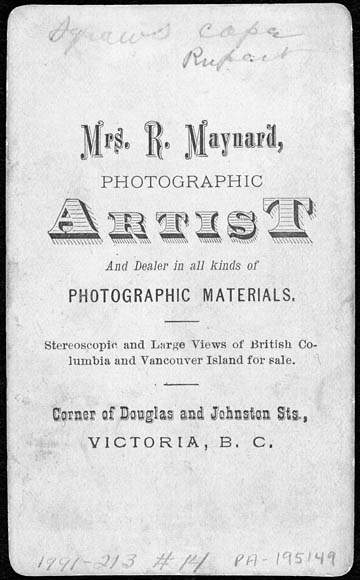
Zadní strana carte-de-visite s logem studia Hannah Maynardové, 1868-1878
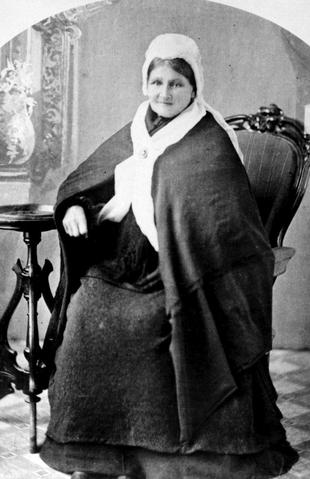
Lady Amelia Connolly Douglas, žena guvernéra Jamese Douglase, 1862
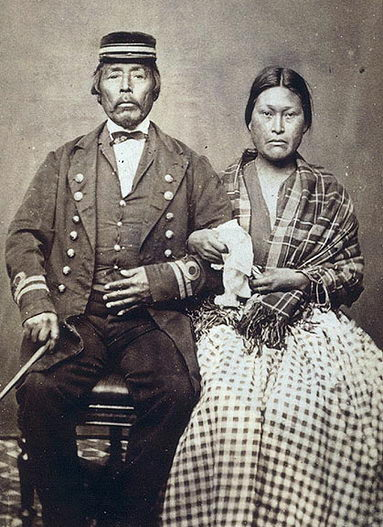
Captain Jack a jeho žena, asi 1868 (pár etnické skupiny Kvakiutlů)
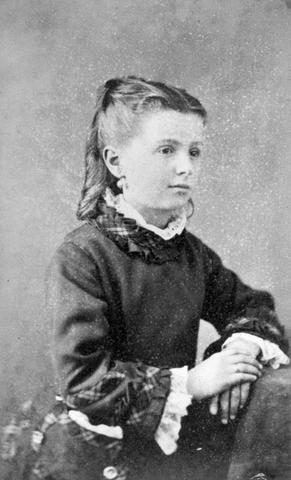
Laura Lillian Maynard, 1874
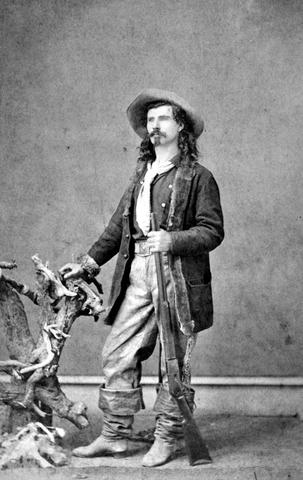
John Wallace Crawford, asi 1878
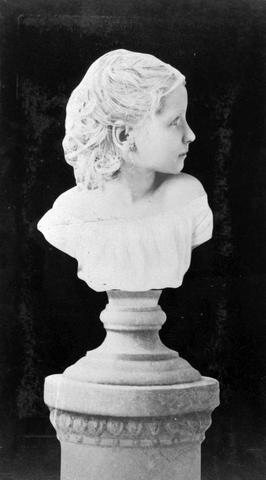
Bust of a young girl, asi 1882
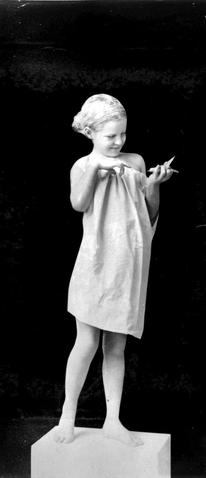
Girl holding a bird, Living Statuary series, 1884
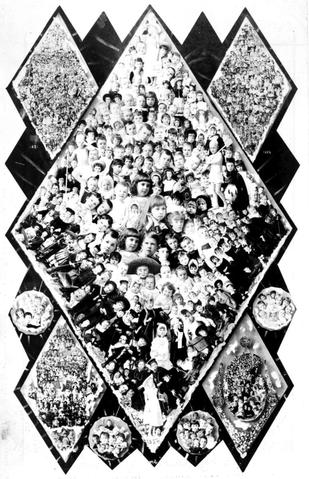
Gems of British Columbia, 1885
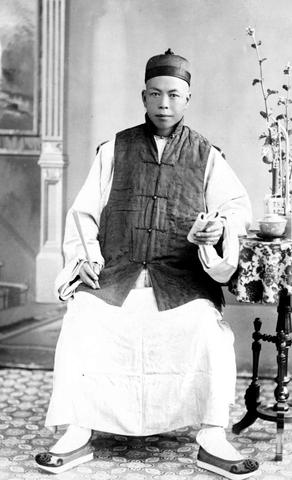
Ah Foo, asi 1885
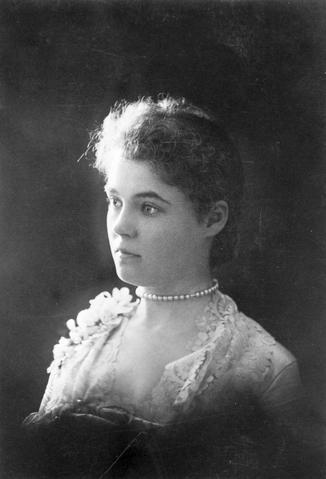
Neznámá žena, ukázka fotografického svícení line-lit, asi 1890
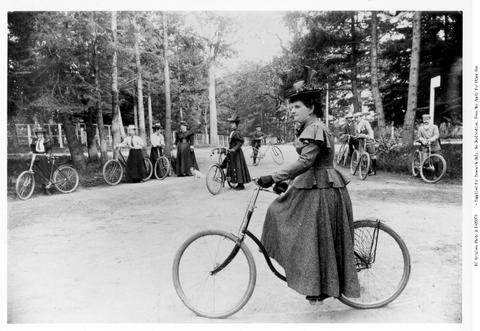
Hannah Maynard cycling, asi 1892
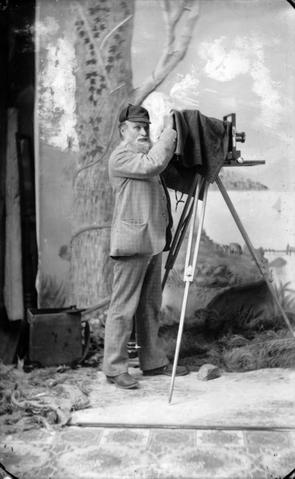
Richard Maynard. 1890-1900
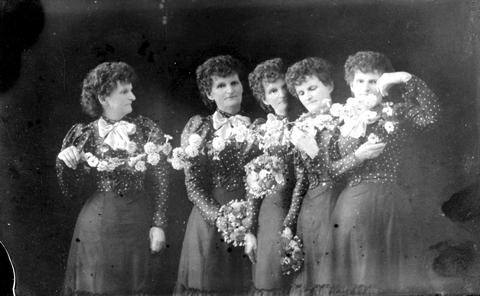
Likenesses of Hannah Maynard with garland, asi 1895
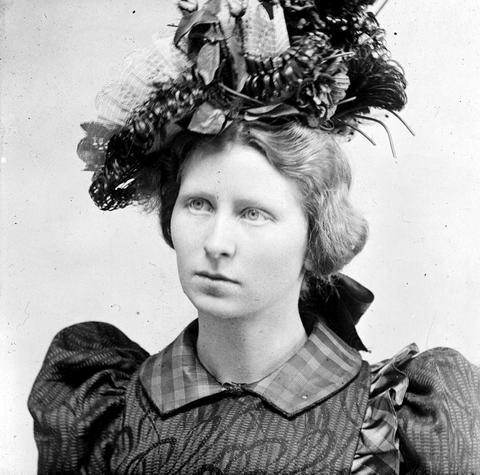
Belle Adams, fotografie pro Victoria Police Department, 1898